# Mandioca frita
La mandioca frita (en guaraní, mandi’o chyryry), también conocida como yuca frita; es un plato típico de la gastronomía sudamericana, especialmente popular en Paraguay, sur de Brasil y litoral argentino. Consiste en trozos de la raíz tuberosa de la planta de mandioca (Manihot esculenta), previamente hervidos y luego fritos hasta quedar dorados y crujientes por fuera, manteniendo una textura suave en su interior.
La mandioca frita tiene un sabor ligeramente dulce y una textura similar a la de las papas fritas. Suele servirse como acompañamiento de platos principales, como asados, o como aperitivo. También puede combinarse con otros ingredientes como huevo, queso o cebolla, formando un revuelto conocido como chororqui.

## Historia
La mandioca es originaria de América del Sur y ha sido cultivada y consumida por las poblaciones nativas desde tiempos prehispánicos. El consumo de este tubérculo se remonta a las culturas indígenas de la región, especialmente a los guaraníes, que la utilizaban como un alimento básico en su dieta. Con la llegada de los españoles y portugueses, el cultivo y preparación de la mandioca se extendió por gran parte del continente americano, siendo la palabra mandioca un guaranismo, según la RAE.

## Preparación

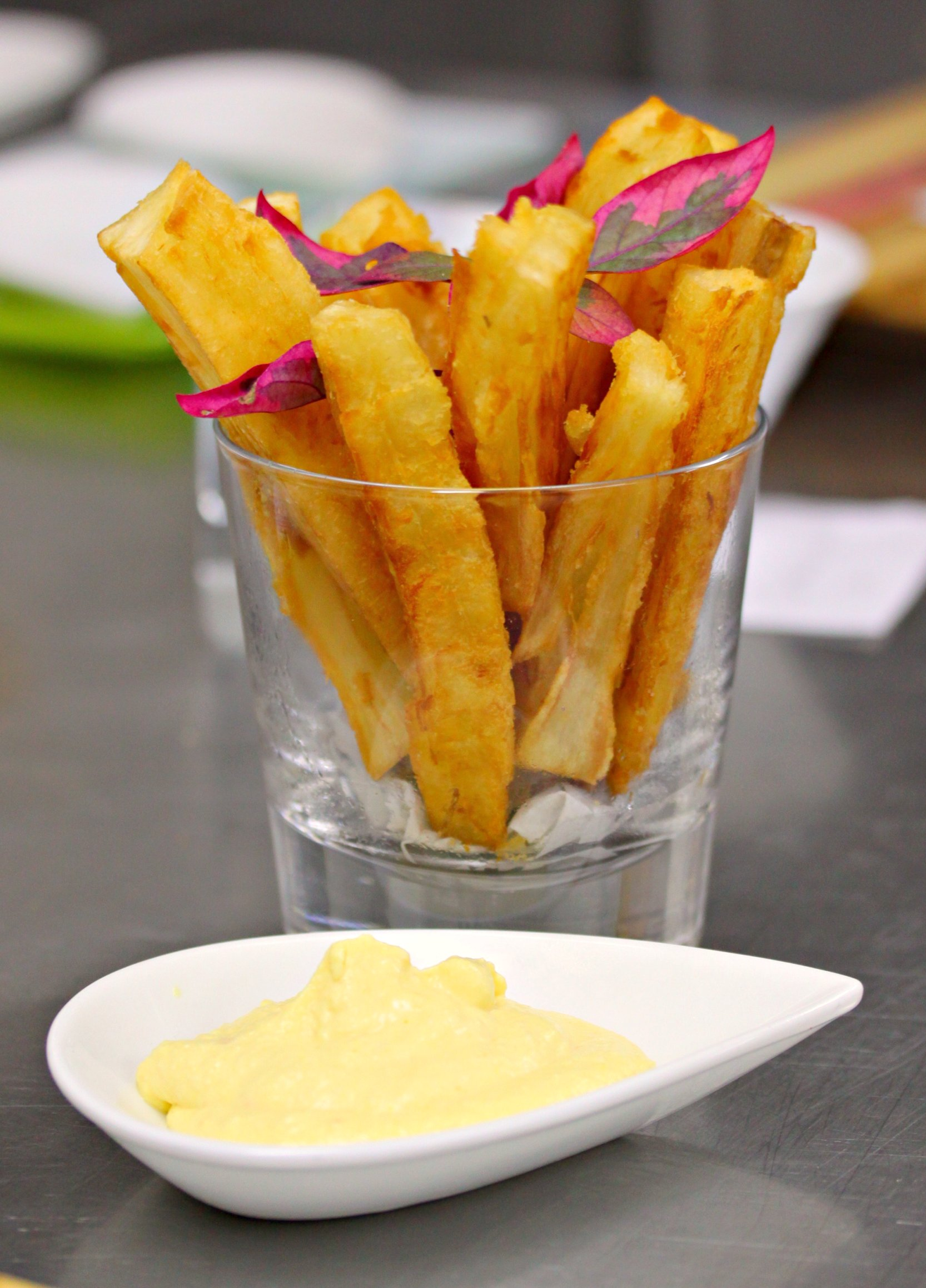
Mandioca frita con salsa huancaína

El método estándar para la preparación de la mandioca frita consiste en pelar y cortar los tubérculos en trozos pequeños, bastones o tiras. Posteriormente, se hierve en agua con sal hasta que esté cocida pero aún firme. Finalmente, se fríe en aceite caliente hasta que queda dorada y crujiente por fuera, pero suave por dentro.

## Uso como sustituto de las papas fritas
Por su similitud con el tubérculo de la especie herbácea Solanum tuberosum ―conocido comúnmente como papa o patata―, la mandioca frita puede ser empleada como un sustituto de este. 
En 2015, ante la escasez de productos importados que afectaba a Venezuela, la subsidiaria venezolana de la cadena de comida rápida McDonald’s se vio obligada a hacer cambios en su menú local, siendo uno de los más notorios la sustitución de las tradicionales papas fritas por mandioca frita. Finalmente, después de casi un año, McDonald’s logró reincorporar las papas fritas a su menú en Venezuela, pero de producción nacional.